# Festival Lumière 2011
Le Festival Lumière 2011 est la troisième édition du Festival Lumière.

## Déroulement et faits marquants
La troisième édition du festival a eu lieu du 3 au 9 octobre 2011.

### Prix Lumière
Le prix Lumière a été remis à Gérard Depardieu « pour l'ensemble de son œuvre » par Bertrand Tavernier en présence de Fanny Ardant avant la projection du film La Femme d'à côté du réalisateur François Truffaut.

### Rétrospectives
- Jacques Becker
- William A. Wellman
- Yakusa !
- Roger Corman
- Kevin Brownlow

### Événements, invitations, hommages
- Soirée d'ouverture : projection du film The Artist (2011) de Michel Hazanavicius
- Séance de clôture : projection du film Cyrano de Bergerac de Jean-Paul Rappeneau, en présence de ce dernier et de Gérard Depardieu[2]
- Séance jeune public – « Séance spéciale à vivre en famille » – Copie restaurée du classique du cinéma d'Yves Robert : La Guerre des boutons (1962)
- Nuit de la science-fiction – « 5 classiques du genre ! » : Le Voyage dans la Lune de Georges Méliès, Soleil vert de Richard Fleischer, District 9 de Neill Blomkamp, La Machine à explorer le temps de George Pal, 2001, l'Odyssée de l'espace de Stanley Kubrick
- Le temps retrouvé
- Déjà classiques !
- Événements

### Prix
- 1er Prix Raymond Chirat : Pascal Mérigeau pour ses recherches sur Jean Renoir[3],[4]